# مرسدس-بنز دبلیو۱۲۶
مرسدس بنز دبلیو۱۲۶ (Mercedes-Benz W۱۲۶) خودرویی است که در سال‌های ۱۹۷۹ تا ۱۹۹۱ (sedan)/>۱۹۸۱–۱۹۹۲ (coupé)تولید شده‌است. طراحی آن خودروهای موتور جلو-محور عقب بوده طول آن در حالت طبیعی ۴٬۹۹۵ میلیمتر (۱۹۶٫۷ اینچ) و عرض آن در حالت طبیعی ۱٬۸۲۰ میلیمتر (۷۱٫۷ اینچ) و ارتفاع آن در حالت طبیعی ۱٬۴۳۰ میلیمتر (۵۶٫۳ اینچ) است. سیستم جعبه‌دندهٔ آن ۵ دنده به دو صورت خودکار و دستی است.